# Princesa do Solimões Esporte Clube
El Princesa do Solimões Esporte Clube és un club de futbol brasiler de la ciutat de Manacapuru a l'estat d'Amazones.

## Història
El club va ser fundat el 18 d'agost de 1971 per Francisco Bezerra i Antônio Ribeiro da Silva ("Coan"). El club guanyà el Campionat amazonense el 2014. Participà en el Campionat Brasiler Série D el 2014.

## Palmarès
- Campionat amazonense:
  - 2014